# كأس كرواتيا 1992–93
كأس كرواتيا 1992–93 (بالكرواتية: Hrvatski nogometni kup 1992./93.)‏ هو الموسم 2 من كأس كرواتيا. أقيم خلال الفترة 22 سبتمبر 1992 وحتى 2 يونيو 1993، وأشرف على تنظيمه اتحاد كرواتيا لكرة القدم، وكان عدد الأندية المشاركة فيه 32، وفاز فيه هايدوك سبليت.